# فويفودية كييف
فويفودية كييف (بالبولنديَّة: województwo kijowskie، وبالأوكرانيَّة: Київське воєводство) هي وحدة إداريَّة وحكوميَّة محليَّة كانت تتبع لدوقية ليتوانيا الكبرى خلال الفترة الممتدة من عام 1471 حتى عام 1569. أصبحت بعدها تتبع إلى تاج مملكة بولندا كجزء من مقاطعة بولندا الدُنيا خلال الفترة الممتدة من عام 1569 حتى عام 1793. أشير إلى فويفودية كييف باسم فولينيا السفلى في بعض الخرائط.
تأسست الفويفودية عقب وفاة آخر أمراء كييف سيميون أوليلكوفيتش وتحويل إمارة كييف (التابعة إلى دوقية ليتوانيا الكبرى) إلى فويفودية كييف في عام 1471.

## الوصف
تأسست الفويفودية بأمر من الملك كازيمير الرابع ياغيلون بعد وفاة سيميون أوليلكوفيتش في عام 1471. وحلَّت محل إمارة كييف السابقة، التي كانت واقعة تحت حكم الأمراء الليتوانيين الروثنيين من آل أوليلكوفيتش (المرتبطين بكل من آل ألغيرداس وآل أولشانسكي).
كانت كييف أول عاصمة إدارية للفويفودية، ولكن انتقلت العاصمة إلى جيتومير بعدما منحت كييف للإمبراطورية الروسيَّة بموجب معاهدة أندروسوفو في عام 1667. ظلت جيتومير عاصمة للفويفودية حتى عام 1793.
كانت فويفودية كييف أكبر فويفوديات الكومنولث البولندي الليتواني من حيث المساحة. يذكر أن أراضي القوزاق الزاباروجيين كانت واقعة ضمن الفويفودية.

## وصلات خارجية
- فويفودية كييف - موسوعة أوكرانيا (بالإنجليزية)
- حقبة القوزاق - بوابة الحكومة الأوكرانيَّة
- القاموس الجغرافي لمملكة بولندا والبلدان السلافيَّة الأخرى (بالبولندية)
- فويفودية كييف - موسوعة تاريخ أوكرانيا (بالإنجليزية)